# Paatsjoki
A Paatsjoki folyó (finnül: Paatsjoki, kolta számi nyelven: Paaččjokk, észak számi nyelven: Báhčaveaijohka, norvégul: Pasvikelva, svédül: Pasvik älv, oroszul: Паз, illetve Патсойоки) az Inari tó levezetőcsatornája Finnországban ered, majd útja során határfolyót alkot Norvégia és Oroszország között. A Paatsjoki folyó a Varanger-fjordnál ömlik a Barents-tengerbe, Kirkenestől nem messze. Vízgyűjtő területe 18 404 négyzetkilométert foglal magába és 145 kilométer hosszú. Egy sor vízerőmű települt a folyó mentén, melyeket összefoglaló néven a Paatsjoki folyó Vízerőműveknek hívnak. Az 1944-ben véget ért folytatólagos háború óta határt képez Norvégia és Oroszország között. A folyó kiváló lazacfogó hely a horgászok számára, ám mivel határfolyóról van szó, horgászat előtt minden esetben meg kell győződniük arról, hogy nem sértjük meg e határt.

## Fordítás
- Ez a szócikk részben vagy egészben  a   Paatsjoki című angol Wikipédia-szócikk ezen változatának fordításán alapul.  Az eredeti cikk szerkesztőit annak laptörténete sorolja fel. Ez a jelzés csupán a megfogalmazás eredetét és a szerzői jogokat jelzi, nem szolgál a cikkben szereplő információk forrásmegjelöléseként.

1. ↑  MapSite. National Land Survey of Finland. (Hozzáférés: 2020. július 22.)
2. ↑  [246.Z NVE Atlas]. Norwegian Water Resources and Energy Directorate. (Hozzáférés: 2025. január 12.)